# Nomada obscurella
Nomada obscurella är en biart som beskrevs av Fowler 1902. Nomada obscurella ingår i släktet gökbin, och familjen långtungebin. Inga underarter finns listade i Catalogue of Life.